# Brian Glennie
Brian Glennie (Toronto, Ontario, 1946. augusztus 29. – 2020. február 7.) olimpiai bronzérmes kanadai jégkorongozó.

## Pályafutása
Az 1968-as grenoble-i olimpián bronzérmes lett a kanadai válogatottal.
1969 és 1979 között 572 NHL-mérkőzésen lépett pályára. 1969 és 1978 között a Toronto Maple Leafs, 1978–79-ben a Los Angeles Kings játékosa volt.

## Sikerei, díjai
- Olimpiai játékok
  - bronzérmes: 1968, Grenoble